# Priključenija Toma Sojera i Gekl'berri Finna
Priključenija Toma Sojera i Gekl'berri Finna, ovvero Le avventure di Tom Sawyer e Huckleberry Finn, è un film televisivo del 1981 diretto da Stanislav Govorukhin e tratto dal romanzo Le avventure di Tom Sawyer di Mark Twain.

## Trama
Il film è tratto dal romanzo di Mark Twain Le avventure di Tom Sawyer. Tom Sawyer e il suo fedele amico, il senzatetto Huck Finn, sono alla ricerca dell'avventura. Di notte al cimitero, assistono a un omicidio commesso dall'indiano Joe, con il quale dovranno incontrarsi alla ricerca di un tesoro.